# Udaltsova (krater)
Udaltsova är en nedslagskrater med en diameter på 26 kilometer, på planeten Venus. Udaltsova har fått sitt namn efter målaren Nadezjda Udaltsova.